# Cisma de Moscú-Constantinopla en los siglos XV-XVI
El cisma entre el Patriarcado Ecuménico y parte de Metrópolis de Kiev y toda la Rusia, que más tarde se convirtió en el Patriarcado de Moscú, se produjo aproximadamente entre 1467 y 1560. Este cisma de facto terminó supuestamente hacia 1560.
El 15 de diciembre de 1448, Jonás se convirtió en «Metropolitano de Kiev y toda la Rusia» sin el acuerdo del Patriarcado Ecuménico de Constantinopla, lo que hizo que la Metrópolis de Kiev y toda la Rusia fuera de facto independiente. En 1467, Gregorio el Búlgaro, que había sido nombrado por el papa como Metropolitano de Kiev y toda la Rusia, rompió la unión con la Iglesia católica, y reconoció la jurisdicción del patriarca ortodoxo Dionisio I de Constantinopla. Dionisio exigió que todos los cristianos ortodoxos de Moscovia se sometieran a Gregorio, pero Moscú se negó perentoriamente. Ese mismo año, el Gran Príncipe Iván III de Moscú declaró la ruptura total de las relaciones con el Patriarcado de Constantinopla.
Las relaciones se restablecieron gradualmente y en 1560 el Patriarca de Constantinopla consideró al metropolitano de Moscú como su exarca. En 1589-1591, la Iglesia ortodoxa rusa fue reconocida como autocéfala y el Patriarca de Moscú se convirtió posteriormente en el quinto patriarca de la Iglesia ortodoxa.

## Antecedentes

### Metrópolis de Kiev y todas las Rus'
|                             |
| Kievan Rus ' en el siglo XI |

|                    |
| Kievan Rus en 1237 |

La Metrópolis de Kiev y toda la Rus' siempre había sido un metrópolis bajo la jurisdicción del Patriarcado Ecuménico.
En 1299, Máximo, metropolitano de Kiev y de todas las Rusias, trasladó su sede oficial de Kiev a Vladímir, demostrando el desplazamiento del centro de la Rus de Kiev del suroeste al noreste. El título, sin embargo, siguió siendo el de Metropolitano de Kiev y toda la Rus y se suponía que el metropolitano era responsable de todos los cristianos ortodoxos de la Rus, incluidos los del Principado de Galicia-Volynia, que se convirtió en un reino en 1253, y del Gran Ducado de Lituania, que había obtenido el control del antiguo Principado de Pólatsk tras la invasión mongola. "
En 1325, la sede se trasladó de Vladímir a Moscú por el Metropolitano de Kiev y de toda la Rus' Pedro de Moscú por invitación de Iván de Moscú.

## Causas del cisma

### Concilio de Florencia, unión con la Iglesia católica
Tras la muerte del metropolitano Focio en 1431, el obispo Jonás de Riazán y Murom fue elegido por el gran príncipe y el consejo de obispos como nuevo metropolitano de Kiev y toda la Rus' a finales de 1432. Sin embargo, debido a la diferencias internas en Moscovia, no se apresuró a ir a Constantinopla para recibir su ordenación y no se decidió a ir a Constantinopla hasta mediados de 1435. Mientras tanto, a petición del Gran Duque lituano Švitrigaila, el obispo fue nombrado Metropolitano de Kiev y de toda la Rus', pero éste no llegó a Moscú y permaneció como Metropolitano sólo en Lituania. Pronto, Švitrigaila sospechó de la traición de Gerasim y lo ejecutó en 1435.
Cuando Jonás llegó por fin a Constantinopla en 1436, el Patriarca Ecuménico ya había elegido al obispo griego Isidoro y designado a éste como nuevo metropolitano de Kiev y toda la Rus'. Isidoro llegó a Moscú en 1437 y causó una buena impresión allí con sus habilidades diplomáticas y su conocimiento de la lengua eslava eclesiástica. Sin embargo, sólo 5 meses después, en septiembre de 1437, abandonó Moscú para participar en el Concilio de Florencia, donde se debía adoptar la unificación de las Iglesias de Roma y Constantinopla.
La Iglesia de Constantinopla aceptó oficialmente la unión con la Iglesia católica en julio de 1439 en el concilio de Florencia y, por tanto, en ese momento estaba en plena comunión con el papa. Metropolitano de Kiev y de toda la Rus', Isidoro de Kiev, también había aceptado la unión en nombre de toda la Metrópoli de Kiev, que incluía a Moscú. Abraham de Suzdal y otros que habían venido de Moscú con Isidoro se negaron a aceptar la unión. Tanto los sacerdotes pro-unión de la Iglesia de Constantinopla como Isidoro de Kiev se encontraron con una importante reacción de sus respectivas Iglesias por haber aceptado la unión y el filioque.
Isidoro fue un ardiente partidario de la unión, y tras su adopción en julio de 1439, el papa Eugenio IV le otorgó el título de legado apostólico en todas las tierras orientales de Lituania, Livonia, Galitzia y toda la Rus'; en diciembre de 1439 Isidoro también recibió el título de cardenal.

### El metropolitano Isidoro y su misión en Europa Oriental y Moscú
Isidoro fue enviado como legado papal para toda Rusia y Lituania y fue a Moscú para anunciar la decisión del Concilio de Florencia. Sin embargo, en Moscú, los obispos y la nobleza no aceptaron la unión con la Iglesia católica e Isidoro fue depuesto por los obispos de la Metrópolis de Kiev y enviado a prisión.
En el camino de vuelta, a través de la Tierras de Rusia perteneciente a la Reino de Polonia y Lituania, Isidor anunció la Unión y dirigió servicios de sacerdotes ortodoxos en iglesias católicas y viceversa, conmemoró al papa y afirmó que los ritos realizados por los ortodoxos orientales tienen el mismo poder que los católicos. Esto provocó el descontento tanto de católicos como de ortodoxos, pero los nobles ortodoxos orientales del Gran Ducado de Lituania favorecieron a Isidoro. Algunos investigadores creen que lo reconocieron sólo como metropolitano ortodoxo, no como cardenal y legado del papa, pero otros lo dudan. La situación se complicó por el hecho de que Polonia y Lituania se inclinaban del lado del Consejo de Basilea, que pronto presentó a su antipapa; el Gran Ducado de Lituania rechazó el Concilio de Florencia y la posición de Isidoro como legado del papa Eugenio IV.
El 19 de marzo de 1441, Isidoro llegó a Moscú. Tres días después celebró la eucaristía en la Catedral de la Dormición. Durante esta misa, conmemoró al papa y leyó la bula papal de la Unión, que enumeraba todas las concesiones, incluso dogmáticas, hechas en Florencia por los ortodoxos; mientras leía la bula, fue detenido por el Gran Duque Basilio II de Moscú. "quien lo arrestó y lo juzgó como apóstata a la fe ortodoxa." Luego, por orden del Gran Duque Vasili II, "seis obispos rusos se reunieron en un sínodo, depusieron a Isidoro y lo encerraron en prisión."
Antes de ese acontecimiento en la Catedral de la Dormición, en Moscú, no habían entendido bien las condiciones en las que se concluyó la Unión, pero cuando se aclararon los detalles, el Consejo de Obispos de Moscú condenó a Isidoro y lo encarceló en el monasterio. Más tarde, se redactó una carta dirigida al patriarca de Constantinopla, en la que se enumeraban las faltas de Isidoro y se pedía que se considerara su caso. A continuación, los autores del mensaje pidieron que se permitiera a los obispos de Rusia ordenar por sí mismos a un metropolitano de Kiev y de toda la Rus'; al parecer, no tenían ninguna duda de que Isidoro sería privado de su dignidad. Esta carta se ha interpretado de dos maneras. Según el historiador Golubinsky, Moscú ofreció a Constantinopla una especie de compromiso: Moscú obtiene la oportunidad de ordenar a un metropolitano y a cambio no plantea la cuestión de la unión, permaneciendo en dependencia formal del uniato patriarca de Constantinopla. Según el historiador Florya, los ortodoxos orientales de Moscú estaban seguros del inminente fracaso de los partidarios de la unión, y esperaban este fracaso.
Sin embargo, la situación era diferente, y el nuevo patriarca de Constantinopla era el uniato Metrófanes II, que continuó siguiendo las decisiones del Concilio de Florencia. Los ortodoxos orientales de Moscú no se atrevieron a juzgar ellos mismos a Isidoro, por lo que fue expulsado de Moscú (se anunció oficialmente que había escapado); luego, también fue expulsado del Tver. También fue mal recibido en la Navahrudak lituana, porque el príncipe lituano Casimiro reconoció al antipapa Félix V que había sido elegido previamente por el Consejo de Basilea. En marzo de 1443, Isidoro se había instalado en Buda, posesión del nuevo rey de Polonia y Hungría Vladislav III, y contribuyó a la publicación del privilegio, que equiparaba formalmente los derechos del clero católico y ortodoxo oriental en tierras de reyes. Luego se fue a Roma. Se sabe que al menos uno de los obispos ortodoxos orientales del Gran Ducado de Lituania aceptó la ordenación de Isidor, y se arrepintió de ello, pero otra información sobre la situación en Lituania es extremadamente rara.

### Cuestión de la subordinación de la Metrópoli de Kiev y toda la Rus' y la unión
Tras el exilio de Isidoro de Moscú en 1441, la cuestión de la subordinación del Metropolitano de Kiev y de toda la Rus' al Iglesia de Constantinopla quedó sin aclarar durante mucho tiempo. En la propia Constantinopla, hubo una lucha feroz entre los partidarios y los contrarios a la Unión. De hecho, la Unión contaba con el apoyo de un reducido grupo de élite de la capital del moribundo Imperio. El ruso Gran Príncipe Basilio II apoyaba a los antiunionistas (se conservan esas informaciones en su correspondencia con los monjes del Monte Athos). Tras la muerte del pro-unionista Metrófanes II en 1443, en Constantinopla durante mucho tiempo no consiguieron elegir un nuevo Patriarca. En 1444-1445 se produjeron 15 disputas públicas entre partidarios y detractores de la Unión.
Poco a poco, las filas de los partidarios de la Unión se fueron reduciendo y, diez años después del Consejo de Florencia, sólo cuatro de los miembros de la delegación griega seguían siendo fieles a la Unión. A pesar de ello, el firme partidario de la Unión Gregorio Mammas se convirtió en el nuevo Patriarca (en 1444 o 1445). Su posición siguió siendo frágil y huyó de Constantinopla en 1451 tras la muerte del emperador bizantino Juan VIII Paleólogo (uno de los iniciadores de la Unión). La información sobre las relaciones entre Moscú y Constantinopla durante este período es extremadamente escasa y poco fiable.

### Elección del Metropolitano Jonás de Kiev y toda la Rus'
Mientras tanto, hubo una larga guerra civil entre Basilio II y sus primos en el Principado de Moscú, durante la cual ambos bandos buscaron el apoyo de Jonás. En 1446 Dmitri Shemiaka tomó el poder en Moscú, y a cambio de ayuda prometió a Jonás que él (Johah) se convertiría en Metropolitano de Kiev y de toda la Rus' y le dejó tomar el Palacio del Metropolitano en Moscú. Sin embargo, después de que Vasili II recuperara su trono en 1447, Jonás seguía siendo oficialmente solo el obispo de Riazán y su nombre estaba solo en el tercer lugar. Solamente en 1448 el Consejo de obispos de la Rusia nororiental proclamó a Jonás metropolitano de Kiev y de toda la Rus'. Esta decisión no fue unánime: los obispos del Tver y de la Novgorod (ambas ciudades eran semiindependientes de Moscú) no firmaron la Carta de su elección.
En apoyo de las pretensiones de Jonás, Moscú afirmaba que el anterior metropolitano de Kiev y toda la Rus', Focio, había proclamado a Jonás como su sucesor, y que un patriarca de Constantinopla que no nombraron había prometido en una ocasión a Jonás que se convertiría en metropolitano de Kiev y toda la Rus' después de Isidoro. Algunos investigadores modernos dudan de la validez de estas afirmaciones.
La elección de Jonás no estuvo acompañada de una clara ruptura con Constantinopla. Por ejemplo, Vasili II compuso una carta al nuevo emperador Constantino XI Paleólogo (al que consideraba erróneamente un opositor a la Unión). Vasili justificaba la elección no autorizada de Jonás por circunstancias extremas y pedía la comunión y las bendiciones, pero sólo si había un patriarca ortodoxo oriental en Constantinopla:
Sin embargo, Constantino XI, en una búsqueda desesperada de aliados contra el Turcos, aceptó el Unión. Pronto, en 1453, cayó Constantinopla y la cuestión del reconocimiento de Jonás permaneció incierta hasta su muerte.
El Patriarcado Ecuménico escribió en una carta oficial en 2018: 

el Santo Metropolitanato de Kiev siempre ha pertenecido a la jurisdicción de la Iglesia Madre de Constantinopla, fundado por ella como un Metropolitanato separado, ocupando el puesto 60 en la lista de las eparquías del Trono Ecuménico. Más tarde, el Sínodo local en el estado de la Gran Rusia -con un pretexto infundado- se desvinculó unilateralmente de su autoridad canónica, es decir, de la Santa Gran Iglesia de Cristo (1448), pero en la ciudad de Kiev otros Metropolitanos, auténticos y canónicos, fueron ordenados continua e incesantemente por el Patriarcado Ecuménico, ya que el clero y los laicos de Kiev no aceptaron su sujeción al centro de Moscovia.

## El cisma

### Gregorio de Bulgaria, división de la Metrópolis de Kiev, y comienzo del cisma
Después de su elección, Metropolita Jonás intentó imponer su jurisdicción sobre los ortodoxos orientales de Lituania. Lo consiguió porque el Gran Duque de Lituania Casimiro, recién elegido (en 1447) Rey de Polonia, y Vasilio II (su cuñado) pudieron ponerse de acuerdo. En 1451, Casimiro IV envió una carta a los ortodoxos orientales de Lituania en la que los llamaba a obedecer a Jonás como metropolitano.
En 1454, tras la conquista de Constantinopla, el Otomanos destituyó a Patriarca Ecuménico Atanasio II e impuso un nuevo Patriarca Ecuménico, Gennadios, "que rápidamente renunció al Filioque."
Sin embargo, en 1458 el Patriarca-Uniato Gregorio Mammas, que había huido de Constantinopla a Roma, ordenó a Gregorio de Bulgaria como nuevo metropolitano de Kiev y toda la Rus'. Anteriormente, también en 1458, el papa Calixto III había dividido la Metrópoli de Kiev en dos partes: La "Rusia Superior" centrada en Moscú y la "Rusia Interior" centrada en Kiev.
Casimiro IV se vio obligado a ceder a las exigencias del papa Calixto III y a reconocer a Gregorio como metropolitano, restaurando la Unión en Lituania. Jonás se resistió a esta decisión, y en 1459 reunió al Consejo y exigió que sus miembros le juraran fidelidad a él o a su sucesor, así como que rompieran relaciones con el metropolitano uniata Gregorio. En caso de persecución por parte de las autoridades, Jonás prometió a los obispos refugio en el Principado de Moscú, pero sólo un obispo, Evfimy de Briansk y Chernigov, aprovechó esta oferta (se convirtió en obispo de Suzdal). En 1461, Jonás murió. A pesar de la victoria de Gregorio el Búlgaro sobre los obispos ortodoxos orientales, se enfrentó a la resistencia de la Unión a nivel popular (en esta época se formaron las primeras hermandades ortodoxas).
Al mismo tiempo, en Constantinopla, gobernada por el los turcos, la Unión fue finalmente rechazada. Como resultado, Gregorio decidió abandonar la Iglesia católica, y volvió a la jurisdicción del Patriarca Dionisio I de Constantinopla. En febrero de 1467, Dionisio envió una carta a Moscú en la que llamaba a todas las tierras rusas, y especialmente a la Gran Nóvgorod, a aceptar a Gregorio como el único metropolitano legítimo reconocido por Constantinopla. Además, en la misma carta Dionisio afirmaba que su Santa Iglesia Católica  "no aceptó, no sostiene y no nombra como metropolitanos" a Jonás y a otros metropolitanos, ordenados en Moscú después de él. En esta época, Felipe I era el metropolitano en Moscú, desde 1464; sustituyó a Teodosio, a quien Jonás había nombrado sucesor.

### Ruptura total con el Patriarca Ecuménico por parte de Iván III
El Gran Príncipe Iván III de Rusia se negó a reconocer a Gregorio el Búlgaro, lo que provocó la ruptura de las relaciones entre Moscú y Constantinopla. En 1470, Iván III escribió al Arzobispo de Nóvgorod que no reconocía a Gregorio como Metropolitano; Iván añadió respecto al Patriarca de Constantinopla: "no lo exigimos, ni su bendición, ni su desconocimiento, lo consideramos, el propio patriarca, ajeno y renunciado". Estas palabras fueron una clara confirmación de la ruptura formal con Constantinopla, surgida a raíz de la autocefalia de la iglesia de Moscú. Pronto la República de Nóvgorod intentó salir de la influencia de Moscú, reconociendo a Casimiro de Polonia y Lituania como su señorío, y a Gregorio como su metropolitano. Pero Iván III reprimió este intento mediante la fuerza militar, ejecutando a los líderes de la oposición (1471).

### Consecuencias de la caída de Constantinopla

#### Papel del emperador bizantino en la Iglesia Ortodoxa de Oriente
- El Imperio bizantino era una teocracia, el emperador era la autoridad suprema tanto en la iglesia como en el estado.[25][26][27][28] "El rey no es Dios entre los hombres sino el Virrey de Dios. No es el logos encarnado sino que está en una relación especial con el logos. Ha sido especialmente designado y está continuamente inspirado por Dios, el amigo de Dios, el intérprete de la Palabra de Dios. Sus ojos miran hacia arriba, para recibir los mensajes de Dios. Debe estar rodeado de la reverencia y la gloria que corresponde a la copia terrenal de Dios; y "enmarcará su gobierno terrenal según el modelo del original divino, encontrando la fuerza en su conformidad con la monarquía de Dios".[29]"[30]
- En Oriente, la aprobación del Cesaropapismo, la subordinación de la iglesia a las pretensiones religiosas del orden político dominante, se hizo más patente en el Imperio bizantino a finales del primer milenio,[31] mientras que en Occidente el declive de la autoridad imperial dejó a la Iglesia relativamente independiente.[32][33][34][35]

En la Cristianismo Ortodoxo Oriental, el papel del Emperador Romano como único seglar jefe de todos los ortodoxos orientales era muy destacado. Así, en 1393 Patriarca Antonio IV de Constantinopla escribió al Gran Príncipe Vasili I de Moscú:

El santo emperador ocupa un gran lugar en la iglesia, ya que no es como otros gobernantes o gobernadores de otras regiones. Esto es así porque desde el principio los emperadores establecieron y confirmaron la fe [verdadera] en todo el mundo habitado. Convocaron los concilios ecuménicos y confirmaron y decretaron la aceptación de los pronunciamientos de los divinos y santos cánones sobre las correctas doctrinas y el gobierno de los cristianos. [...] El basileus [nota: el término griego para emperador] es ungido con la gran mirra y es nombrado basileus y autokrator de los romanos, y de hecho de todos los cristianos. En todas partes el nombre del emperador es conmemorado por todos los patriarcas y metropolitanos y obispos dondequiera que los hombres se llamen cristianos, [cosa] que ningún otro gobernante o gobernador recibió jamás. En efecto, goza de una autoridad tan grande sobre todo, que incluso los mismos latinos, que no están en comunión con nuestra iglesia, le rinden el mismo honor y sumisión que hacían en los viejos tiempos cuando estaban unidos a nosotros. Tanto más le deben los cristianos ortodoxos tal reconocimiento....

Por lo tanto, hijo mío, te equivocas al afirmar que tenemos la iglesia sin un emperador, ya que es imposible que los cristianos tengan una iglesia y no un imperio. La Baslleia [imperio] y la iglesia tienen una gran unidad y comunidad - de hecho no se pueden separar. Los cristianos sólo pueden repudiar a los emperadores que son herejes que atacan a la iglesia, o que introducen doctrinas irreconciliables con las enseñanzas de los Apóstoles y los Padres. [...] ¿De quién, pues, hablan los Padres, los concilios y los cánones? Siempre y en todas partes hablan en voz alta de' el único basileus legítimo, cuyas leyes, decretos y cédulas están en vigor en todo el mundo y que sólo él, sólo él, es mencionado en todos los lugares por los cristianos en la liturgia.

El basileus dio al Patriarcado de Constantinopla un enorme prestigio, aunque esta posición de emperador ortodoxo oriental fue cuestionada; de hecho, la rivalidad por la primacía con el basileus del imperio bizantino fue especialmente fuerte entre los eslavos ortodoxos orientales de los Balcanes, que buscaban la autocefalia para sus iglesias y otorgaban a sus gobernantes el título de zar (emperador). La capital del Tarnovo, Tarnovo, llegó a llamarse "Nueva Roma". Los Patriarcas de Constantinopla, sin embargo, no reconocieron a estos gobernantes como iguales a un basileus del Imperio bizantino. Moscovia también compartía este sentimiento de rivalidad con el imperio bizantino por la primacía secular en la Iglesia Ortodoxa Oriental.

#### Moscú, tercera Roma
La expulsión de Metropolitano Isidoro y la ordenación independiente de Jonás fueron la respuesta de Moscú a la Unión. Sin embargo, incluso después del Patriarcado de Constantinopla rechazó oficialmente la Unión en 1484, su jurisdicción sobre Moscú no se restableció porque ya no había Emperador romano de Oriente.
En 1453, Constantinopla fue capturada por el Turcos, y el último fragmento del Imperio Bizantino, el Trebisonda, cayó en 1461 ante los turcos. Incluso antes de la caída de Constantinopla, los estados eslavos ortodoxos de los Balcanes habían caído bajo el dominio turco. La caída de Constantinopla provocó tremendos temores, muchos consideraban la caída de Constantinopla como una señal de que el Fin de los tiempos estaba cerca (en 1492 era el 7000 Anno Mundi); otros creían que los emperadores del Sacro Imperio Romano (aunque era Iglesia católica1católico) ocupaban ahora el lugar de los emperadores de Constantinopla. También había esperanzas de que Constantinopla fuera liberada pronto. Además, la Iglesia Ortodoxa se quedó sin su Basileus oriental. Por lo tanto, surgió la cuestión de quién sería el nuevo basileus. Al final de los diversos «Cuentos sobre la caída de Constantinopla», en ruso Повесть о взятии Царьграда турками в 1453 году, que ganaron gran popularidad en el Rusia de Moscú, se afirmaba directamente que el pueblo de la Rus derrotaría a los ismaelitas (musulmanes) y su rey se convertiría en el basileus de la Ciudad de las Siete Colinas (Constantinopla). El Gran Príncipe de Moscú siguió siendo el más fuerte de los gobernantes ortodoxos orientales; Iván III se casó con Sofía Paleóloga, rompió su subordinación formal a la Horda de Oro (ya dividida en varios reinos Tatar) y se convirtió en un gobernante independiente. Todo ello reforzó las pretensiones de primacía de Moscú en el mundo ortodoxo oriental. Sin embargo, la liberación de Constantinopla aún estaba lejos: el Estado de Moscú no tenía la oportunidad de luchar contra el Imperio Otomano. A finales del siglo XV surge la idea de que Moscú es realmente una nueva Roma. El Metropolitano Zósimo, en 1492, lo expresó con bastante claridad, llamando a Iván III "el nuevo zar Constantino de la nueva ciudad de Constantino: Moscú. " Esta idea es más conocida en la exposición del monje Filoteo de principios del siglo XVI:

Sabes, rey piadoso, que todos los reinos cristianos llegaron a su fin y se reunieron en un solo reino tuyo, dos romas han caído, la tercera está en pie, y no habrá una cuarta [énfasis añadido]. Nadie reemplazará tu Tsardom cristiano según el gran Teólogo KJV] [...].

Los moscovitas explicaron la caída de Constantinopla como el «castigo divino» por el pecado de la Unión con la Iglesia católica, pero no querían obedecer al Patriarca de Constantinopla, aunque no había patriarcas unionistas desde la conquista turca de 1453 y el primer Patriarca desde entonces, Gennadius Scholarius, era el líder de los antiunionistas. En el siguiente sínodo, celebrado en Constantinopla en 1484, la Unión fue finalmente declarada inválida. Al perder su basileus cristiano tras la conquista turca, Constantinopla como centro de poder perdió una parte importante de su autoridad. Por el contrario, los Gobernantes de Moscú pronto empezaron a considerarse verdaderos zares' (este título ya lo usaba Iván III), y por tanto, según ellos, el centro de la Iglesia Ortodoxa Oriental debía estar situado en Moscú, y por tanto el obispo de Moscú debía convertirse en la cabeza de la Ortodoxia. El texto del juramento del obispo en Moscovia, editado en 1505-1511, condenaba la ordenación de los metropolitanos en Constantinopla, calificándola como "la ordenación en la zona del impío Turcos, por el pagano tsar."
"Los privilegios litúrgicos de los que gozaba el emperador bizantino se trasladaron al zar moscovita. En 1547, por ejemplo, cuando Iván IV fue coronado zar, no sólo fue ungido como lo había sido el emperador bizantino después de finales del siglo XII, sino que también se le permitió comunicarse en el santuario con el clero. "
"La Iglesia Ortodoxa Rusa se declaró autocéfala en 1448, sobre la base del rechazo explícito del Filioque, y nació la doctrina de "Moscú como la tercera y última Roma". Este rechazo a la Idea de Progreso plasmada en el Concilio de Florencia es la raíz cultural de los posteriores designios imperiales rusos sobre Occidente"

### Intentos de restablecer las relaciones
Al romper las relaciones con Constantinopla en 1467-1470, se prohibió a los embajadores del Patriarca Ecuménico entrar en la posesión del Gran Príncipe de Moscú Iván III. Como resultado, los contactos directos se interrumpieron por completo durante casi medio siglo. Sin embargo, Moscú siguió comunicándose intensamente con los monjes del Monte Athos y en 1517 el Patriarca Theoleptus I de Constantinopla utilizó este canal de comunicación. Junto con los ancianos del Athos, entre los que se encontraba el famoso Máximo el Griego, envió a sus embajadores, Gregorio (Metropolitano de Nea Zijni) y el diácono patriarcal, al Gran Príncipe Basilio III.
La cuestión de quién inició este contacto sigue sin resolverse. Se sabe que Vasili III no tuvo hijos durante mucho tiempo en su primer matrimonio, y que se hicieron muchos intentos de pedir un heredero a los poderes superiores. Los monjes del Athos que acompañaron a los embajadores informaron que cumplieron la petición de rezar por la maternidad de la princesa Solomonia en los monasterios de la Montaña Sagrada. Los investigadores modernos (Dm. Kryvtsov, V. Lurie) creen que la iniciativa partió del Patriarca de Constantinopla, y el objetivo real (además de la petición de ayuda financiera) era restaurar la jurisdicción canónica de Constantinopla sobre Moscú. El relato de esta embajada en las crónicas de Moscú fue seriamente reelaborado, y algunos documentos fueron retirados, pero las pruebas originales se conservan en los materiales del juicio de Máximo el Griego. De ellos se deduce que los embajadores del Patriarca fueron recibidos con extrema frialdad; el Gran Príncipe y el Metropolitano Varlaam no aceptaron la bendición del enviado del Patriarca.
En la controversia posterior sobre el derecho a la autocefalia, Moscú no tenía argumentos canónicos serios. Sin embargo, los moscovitas creían que si Dios no estaba satisfecho con la ordenación de Jonás en 1448, lo habría demostrado de alguna manera. En particular, los milagros de ultratumba de los antiguos metropolitanos de Moscú, san Alejo y san Pedro - San Alejo había sido canonizado por Jonás en 1448-, fueron citados para probar que esos santos estaban a favor de la ordenación del Metropolitano Jonás. Además, los moscovitas recordaron los precedentes: la proclamación de la autocefalia de las iglesias Serbia y Búlgara y los milagros similares realizados por la relictos del Patriarca de Bulgaria. Según los estudiosos de Moscú, esos milagros no habrían sido posibles si Dios no hubiera querido que los búlgaros tuvieran su propio primado independiente. La embajada del Patriarca de Constantinopla estuvo en Moscú durante un año y medio, y en esta época (1518-1519) las fuentes registran una serie de curaciones milagrosas de las reliquias de Metropolitano Alejo; su canonización fue el primer acto del Metropolitano Jonás tras su ordenación en 1448. En honor a estas curaciones, se organizaron magníficas celebraciones con la participación del Gran Duque, metropolitanos, obispos y otros miembros del clero, que debían mostrar al griego la legitimidad de la autocefalia moscovita. También se demostró a los "griegos" la posesión de antiguos iconos bizantinos como símbolo de continuidad y conservación de las tradiciones ortodoxas "puras". En 1518, Metropolitano de Moscú Varlaam hizo una oración pública para que terminaran las lluvias prolongadas. Cuando las lluvias llegaron a su fin, se consideró también como una aprobación de la legitimidad de la ordenación de Varlaam.
Los griegos no podían hacer nada contra estos argumentos. Aunque no se expresaran directamente, la propia atmósfera del continuo triunfo de la "ortodoxia rusa" hacía inútil cualquier intento de plantear oficialmente la cuestión de la subordinación de la iglesia autocéfala de Moscú al Patriarca de Constantinopla. Así que los enviados del Patriarca Ecuménico volvieron sin nada. El siguiente enviado del Patriarca de Constantinopla apareció en Moscú sólo 37 años después, en 1556. Máximo el Griego se quedó en Moscú e intentó debatir, explicando el carácter no canónico de la autocefalia moscovita y el hecho de que el Metropolitano de Moscú fue ordenado "no según la divina escritura, ni según las reglas de los Santos Padres". Esto acabó para él con un juicio y un larguísimo encarcelamiento, a pesar de la actitud comprensiva de una parte del clero que, en la medida de sus fuerzas, facilitó su destino e hizo posible que continuara con sus escritos.
En 1539, murió Gran Príncipe Vasili III. Como resultado de las intrigas de la corte, Metropolitano Daniel fue destituido, y Joasaph (Skripitsyn), abad de la Laura de la Trinidad y San Sergio, fue puesto en su lugar. Joasaf era un famoso amante de los libros y mecenas de los escribas y calígrafos; se opuso a José y fue amigo de Máximo el Griego. Al ascender al cargo, Joasaf no renunció al patriarca de Constantinopla, como hicieron sus predecesores metropolitanos de Moscú y como harían sus sucesores; Joasaf no declaró la ortodoxia de Moscú como la única verdadera. El historiador Vadim Mironovich Lurie cree que las acciones de Joasaf pueden considerarse como un intento de sacar a Moscú del cisma. Sin embargo, el gobierno de Joasaf duró poco, en 1542 fue eliminado de la Ver de Moscú.

## Fin del cisma y reconocimiento de la autocefalia de Moscú
El momento exacto del fin del cisma no se conoce con seguridad. El historiador eclesiástico Anton Kartashev creía que la excomunión impuesta por Constantinopla por el rechazo de Isidoro "nunca fue levantada de la Iglesia rusa de manera formal y documentada. Se fue diluyendo en el transcurso de la historia, y en el momento en que se reconoció el Patriarcado de Moscú en 1589, ni siquiera se recordaba". Por otra parte, el historiador moderno de la Iglesia, Vadim Mironovich Lurie, cree que en 1560-1561 la Metrópolis de Moscú volvió a la jurisdicción del Patriarca de Constantinopla, perdiendo su autocefalia autoproclamada. Esta conclusión fue el resultado de un análisis detallado de un conjunto de documentos relativos a la embajada del archimandrita Theodorite de 1557 y la embajada del Archimandrita Joasaph de 1560-1561. El tema principal de las negociaciones era confirmar la coronación de Iván el Terrible como verdadero zar ortodoxo oriental (emperador). En una carta, el patriarca de Constantinopla Joasaf llama al metropolitano de Moscú "el exarca del católico patriarca" (en griego: ώς εξαρχος πατριαρχιός καθολικός). Tal título significaba una subordinación administrativa, y más allá de eso se señalaba especialmente en esta carta que "tiene poder de nosotros" (es decir, del Patriarca de Constantinopla) y sólo así podía actuar como jerarca.
La Iglesia ortodoxa rusa considera que se convirtió en autocéfala de facto en 1448, sin embargo, los otros patriarcados ortodoxos no reconocieron su autocefalia hasta 1589-1593. "Esto se hizo mediante dos cartas firmadas, no sólo por el Patriarca Ecuménico, sino también por otros patriarcas del Este. En estas cartas se reconocía el rango patriarcal del primado de la Iglesia rusa y se colocaba al Patriarca de Moscú en el quinto lugar del díptico después de los otros cuatro patriarcas."